# 徐亨 (演員)
徐亨（1966年11月29日—），本名徐建宇，曾用錢星為藝名，男，臺灣演員，以民視八點檔《意難忘》一劇榮獲2006年第41屆金鐘獎最佳男配角獎。
2012年5月15日晚間宣佈因投資失利，欠款5,000萬新臺幣，宣告破產。
2012年7月11日上談話性節目年代《今晚誰當家》的錄影，他說：「生意失敗不可恥，可恥的是欠錢數字說太少。」他日前宣布欠債近5,000萬，改口投資賠1到2億，所有投資共賠了10億新臺幣。

## 電視劇
| 年度       | 播出       | 劇名                                   | 角色          |
| 徐建宇時期 | 徐建宇時期 | 徐建宇時期                             | 徐建宇時期    |
| ---------- | ---------- | -------------------------------------- | ------------- |
| 1984年     | 台視       | 苦心蓮                                 | 李萬和        |
|            | 華視       | 魔鬼樹                                 |               |
|            | 華視       | 雙雄奇緣                               |               |
|            | 華視       | 少女情                                 |               |
| 1986年     | 華視       | 楊貴妃                                 | 瓦蓋兒        |
| 1986年     | 華視       | 一線雙星                               | 歐陽得勝      |
| 1987年     | 華視       | 兩代情                                 | 杜懷恩        |
| 1990年     | 華視       | 白牡丹                                 |               |
| 1990年     | 華視       | 養子不教誰之過                         | 胡凱倫        |
| 1990年     | 華視       | 華視劇展－小市民的天空系列：今天不上班 | 蔡友強        |
| 1993年     | 華視       | 包青天(單元：鍘美案～鴛鴦蝴蝶夢)       | 馬漢          |
| 1995年     | 台視       | 台視劇場-人間抒情系列 媽媽的土地       | 鐘世旺        |
| 1996年     | 華視       | 第一世家                               | 廖金生        |
| 1996年     | 華視       | 紅樓夢                                 | 賈芸          |
| 1997年     | 華視       | 台灣靈異事件－帶子狼                   | 阿海          |
| 1997年     | 華視       | 我的阿爸我的子                         | 楊正義        |
| 1997年     | 民視       | 再叫一聲爸爸                           | 王東平        |
| 錢星時期   |            |                                        |               |
| 1997年     | 華視       | 施公奇案－血手印                       | 苟六          |
| 徐建宇時期 |            |                                        |               |
| 1998年     | 華視       | 台灣靈異事件－暫時停止呼吸             | 吳平君        |
| 1998年     | 民視       | 深情孤女的願望                         | 陳坤江        |
| 1998年     | 民視       | 舉頭三尺有神明－我是偷渡客             | 廖文魁        |
| 1998年     | 民視       | 愛你入骨                               | 李文信/李三郎 |
| 徐亨時期   |            |                                        |               |
| 1999年     | 民視       | 狀元親家                               | 林彭瑞清      |
| 1999年     | 民視       | 富貴在天                               | 陳正德        |
| 1999年     | 華視       | 驚奇劇場－夜半鬼上床                   | 林志成        |
| 2000年     | 民視       | 民視劇場－檳榔西施                     | 阿明          |
| 2000年     | 民視       | 民視劇場－刈香                         | 李耀輝        |
| 2000年     | 中視       | 女人的勇氣                             | 李嘉文        |
| 2000年     | 三立台灣台 | 伴阮過一生                             | 陳萬生        |
| 2000年     | 民視       | 將心比心                               | 李建平        |
| 2001年     | 民視       | 飛龍在天                               | 吳景峰        |
| 2002年     | 民視       | 台灣奇案－雞籠天理昭昭                 | 林彭瑞清      |
| 2002年     | 民視       | 世間路                                 | 吳大印        |
| 2002年     | 民視       | 真情檔案                               | 呂浩生        |
| 2003年     | 民視       | 青龍好漢                               | 錢四海        |
| 2004年     | 民視       | 意難忘                                 | 蔡進炮        |
| 2005年     | 台視       | 我最愛的人                             | 沈文滔        |
| 2006年     | 民視       | 夫妻天註定                             | 林亞伯        |
| 2007年     | 民視       | 愛                                     | 賴戊己        |
| 2009年     | 民視       | 娘家                                   | 王牛港/王金生 |
| 2011年     | 民視       | 夜市人生                               | 洪火鎗        |
| 2011年     | 民視       | 父與子                                 | 賴神助        |
| 2011年     | 民視       | 廉政英雄 第三單元：無法無天            | 朱泰元        |
| 2012年     | 民視       | 風水世家                               | 高大石        |
| 2012年     | 壹電視     | 小站                                   | 總編輯        |
| 2012年     | 緯來戲劇台 | 躲貓貓                                 | 葉添倫        |
| 2014年     | 民視       | 龍飛鳳舞                               | 李賢明        |
| 2014年     | 大愛電視台 | 幸福魔法師                             | 林添丁        |
| 2015年     | 民視       | 嫁妝                                   | 高志強        |
| 2016年     | 民視       | 春花望露                               | 陳天時        |
| 2018年     | 三立台灣台 | 炮仔聲                                 | 徐明強        |
| 2019年     | 公視       | 苦力                                   | 松哥(客串)    |
| 2021年     | 民視       | 黃金歲月                               | 蔡朝祥        |
| 2022年     | 民視       | 新台灣奇案 無心新娘                    | 黃文龍        |
| 2023年     | Disney+    | 台灣犯罪故事－生死困局                 | 陳兆萬        |

## MV
- 《人生的歌》，收錄於黃乙玲《人生的歌》專輯中，飾演一個日本餐館的老闆為了店裡的女員工不顧危險與顧客打架的故事。
- 《風中的玫瑰》《等你》，收錄於龍千玉《風中的玫瑰》專輯中，與龍千玉的角色有感情戲，圍繞在一個以“白色紙風車”跨越童年與少年之戀的故事。
- 《阮阿母》，收錄於林彙敏《阮阿母》專輯中，飾演一個黑道大哥討債的故事。
- 《幸福的四季》，收錄於陳昶均《一夜情愁》專輯。

## 電影
- 2013年《港都2012》（飾 洪龍）
- 2016年《傻瓜向錢衝》（飾 討債集團老大）
- 2018年《最後一次溫柔》（飾 阿火）

## 主持作品

### 綜藝節目
- 民視《笑星飛上天》節目主持人

## 音樂作品

### 專輯
| 專輯 # | 專輯資料                          | 專輯曲目 |
| 1st    | - 《山珍海味》 - 發行日期：2008年 | 曲目 1. 山珍海味 2. 寂寞Melody(與鄧詠家合唱) 3. 醉死尚好 4. 一世情 5. 遠走高飛 6. 寂寞瞑 7. 思鄉之歌 8. 轉來身邊 9. 心愛的原諒 10. 因為有你作伴(與安琪合唱) |

### 單曲
- 2025年 陳昶均、徐亨〈好漢兄弟〉

## 廣告代言
- TOYOTA汽車廣告
- 普拿疼膠囊廣告
- 愛之味洛神花茶、純濃燕麥
- 總裁娛樂城，手機遊戲廣告

## 外部連結
- 徐亨-鐵粉團隊-鐵亨團的Facebook專頁
- 劇亨娛樂網

- 徐亨在香港影庫上的簡介
- 徐亨在豆瓣上的资料（简体中文）
- 徐亨在时光网上的簡介（简体中文）